# واحات البحریه
واحات البحریه نام شهر و شهرستانی در استان جیزه مصر است.